# Let's Go (film 1923)
Let's Go è un film del 1923, diretto da William K. Howard.

## Trama
Il viaggio di Barry Macklin verso Hillsboro è quanto meno movimentato. Innanzitutto perché inseguito da due poliziotti che volevano arrestarlo per (abituale) eccesso di velocità: egli fugge in auto, poi su una moto che ha rubato, infine a piedi. Scala alte torri, si arrampica sugli edifici, si getta da un ponte sul tetto di un treno in corsa – acrobazia, quest'ultima, che fa sì che egli riesca finalmente a seminare gli inseguitori. Ma sul treno, dove dovrà passare la notte, incontra alcuni malviventi che tentano di rubargli la giacca e il denaro: se ne fa amico uno, "Dip" McGurk, ma con gli altri deve lottare finché non salta giù dal treno.
Barry era stato mandato a Hillsboro dal padre Andrew, proprietario della Macklin Cement Company, in primo luogo per levarselo di torno, e in seconda istanza per cercare di risolvere il caso di un mancato pagamento da parte del sindaco della città, Ezra Sprowl, che si era rifornito dai Macklin per la ripavimentazione delle strade comunali. Nella cittadina egli fa la conoscenza di Lucy, figlia dello sceriffo Jake Frazer, comandante della polizia municipale, criticato perché non mandava in prigione nessuno: per questo motivo Barry, quando reincontra Dip, gli chiede di farsi arrestare in modo da preservare il lavoro di Jake.
Dip svaligia la cassaforte dell'ufficio del sindaco; poi, sentiti dei rumori, si nasconde. Stanno entrando il sindaco Sprowl e suo figlio: Dip sente una loro conversazione in cui si dicono soddisfatti dell'avvenuto furto, perché in tal modo non avranno problemi a spiegare l'ingiustificata mancanza dei fondi comunali stanziati per la pavimentazione, che i due avevano stornato a proprio personale tornaconto. Poi Dip e Barry si perdono di vista.
Dip si autodenuncia, ma lo sceriffo Jake, in seguito a qualche considerazione filosofica, si rifiuta di arrestarlo. Il consiglio comunale depone Jake dalla sua carica, che viene assunta da Ollie Banks: nel corso del suo discorso di insediamento, nel quale promette che nella cittadina regneranno l'ordine e la tranquillità, l'aula comunale è scossa dall'esplosione della cassaforte dell'ufficio postale, posta al piano sottostante, che due malviventi avevano svaligiato.
Barry promette a Banks di recuperare il maltolto. E ricominciano gli inseguimenti a catena, e sono di nuovo tuffi, arrampicate, salti, furti di cavalli e botte. Banks scatena i suoi due slanciati segugi, che gli si rivolgono contro, ragion per cui si dimette dalla carica che passa di nuovo a Jake, al quale Barry consegna gli svaligiatori e il bottino. Dip si ripresenta e racconta quanto aveva udito dire dal sindaco Sprowl e da suo figlio. Jake ha ora qualcuno da mettere in galera (e la Macklin Cement verosimilmente può farsi pagare).
Poco tempo dopo Andrew J. Macklin si complimenta col figlio, al quale in precedenza non aveva dato molta fiducia, per aver risolto il caso, e soprattutto per il nuovo apporto alla famiglia, ora che Barry ha sposato Lucy Frazer.
Ollie Banks ha scambiato i segugi con un bel cagnolino.

## Produzione
Il titolo di lavorazione era Fast Freight; le riprese hanno avuto inizio ai primi di luglio del 1923.
La pellicola, per l'uscita statunitense, constava di 6 rulli per una lunghezza totale di 1584 metri. Ne rimangono copie presso la EmGee Film Library (positiva, formato 16mm) e presso collezioni private (positive, 16mm e 8mm).

## Distribuzione
Distribuito dalla Truart Film Corporation, il film è uscito nelle sale cinematografiche statunitensti nel novembre del 1923.
Let's Go è stato edito in DVD nel 1914 dalla Alpha Video (insieme a Laughing at Danger), e nel 2015 a cura della Grapevine Video, munito di colonna sonora. Il film è visionabile sulla piattaforma YouTube.

## Accoglienza
Su Variety del 13 dicembre 1923 possiamo leggere: "Questo è il primo di una serie di film di Richard Talmadge che verranno distribuiti dalla Truart. Non c'è bisogno di dire che, quasi sotto ogni aspetto, è di gran lunga il migliore fra i lungometraggi di Richard Talmadge. (…) La cosa più notevole sono le didascalie, opera di Ralph Spence. Un pubblico attento troverà molto umorismo nel lavoro di Spence. Talmadge non è, qui, molto differente che nei suoi film precedenti. La storia è costruita appositamente su di lui, in modo che abbia la possibilità di mostrare i suoi salti e le acrobazie varie."